# Primera División 1939/40
De Primera División 1939/40 was de negende uitvoering van de hoogste betaaldvoetbalafdeling in Spanje. Het seizoen begon op 3 december 1939 en eindigde op 28 april 1940. Het was het eerste seizoen na het seizoen 1935/36 omdat toen de Spaanse Burgeroorlog uitbrak.

## Deelnemers en opzet
De Spaanse Burgeroorlog liet ook zijn sporen na in de competitie. Oviedo CF was een van de twee promovendi uit de Segunda División A van 1935/36 maar het veld van deze club was door de oorlog nog te zwaar beschadigd en de Spaanse voetbalbond besloot dat de club een seizoen later (1940/41) zou promoveren en dat een van de twee degradanten uit de Primera División 1935/36 alsnog niet zou degraderen. De beslissingswedstrijd tussen de degradanten werd door Athletic Aviación de Madrid (de opvolger van Atlético Madrid) met 3-1 gewonnen van CA Osasuna. Uiteindelijk zouden de Madrilenen zelfs kampioen worden.
Door de toetreding van Oviedo CG in het volgende seizoen moest de nummer 10, Celta de Vigo, een beslissingswedstrijd spelen tegen de nummer 2 van de Segunda División 1939/40. Celta de Vigo won deze wedstrijd en handhaafde zich.

## Eindstand
| Positie | Club                        | Wedstrijden | Winst | Gelijk | Verlies | DV | DT | Doelsaldo | Punten |
| ------- | --------------------------- | ----------- | ----- | ------ | ------- | -- | -- | --------- | ------ |
| 1       | Athletic Aviación de Madrid | 22          | 14    | 1      | 7       | 43 | 29 | 14        | 29     |
| 2       | FC Sevilla                  | 22          | 11    | 6      | 5       | 60 | 44 | 26        | 28     |
| 3       | Athletic Bilbao             | 22          | 11    | 4      | 7       | 57 | 44 | 13        | 26     |
| 4       | Real Madrid                 | 22          | 12    | 1      | 9       | 47 | 35 | 12        | 25     |
| 5       | Espanyol Barcelona          | 22          | 11    | 2      | 9       | 43 | 43 | 0         | 24     |
| 6       | Hércules CF                 | 22          | 9     | 5      | 8       | 41 | 34 | 7         | 23     |
| 7       | Real Zaragoza               | 22          | 7     | 7      | 8       | 30 | 40 | -10       | 21     |
| 8       | Valencia CF                 | 22          | 9     | 3      | 10      | 40 | 36 | 4         | 21     |
| 9       | FC Barcelona                | 22          | 8     | 3      | 11      | 32 | 38 | -6        | 19     |
| 10      | Celta de Vigo               | 22          | 9     | 1      | 12      | 45 | 50 | -5        | 19     |
| 11      | Betis Sevilla               | 22          | 6     | 4      | 12      | 26 | 51 | -25       | 16     |
| 12      | Racing Santander            | 22          | 6     | 1      | 15      | 37 | 57 | -20       | 13     |

| Kampioen | Degradatiewedstrijd | Gedegradeerd | DV = Doelpunten voor | DT = Doelpunten tegen |

## Topscorers
De Pichichi-trofee wordt jaarlijks uitgereikt aan de topscorer van de Primera División.
| Speler         | Goals | Club            |
| -------------- | ----- | --------------- |
| Víctor Unamuno | 20    | Athletic Bilbao |
| Raimundo       | 18    | Sevilla FC      |
| Vilanova       | 17    | Hércules CF     |
| Campanal I     | 16    | Sevilla CF      |

1929 · 1929/30 · 1930/31 · 1931/32 · 1932/33 · 1933/34 · 1934/35 · 1935/36 · 1936/37 · 1937/38 · 1938/39 · 1939/40 · 1940/41 · 1941/42 · 1942/43 · 1943/44 · 1944/45 · 1945/46 · 1946/47 · 1947/48 · 1948/49 · 1949/50 · 1950/51 · 1951/52 · 1952/53 · 1953/54 · 1954/55 · 1955/56 · 1956/57 · 1957/58 · 1958/59 · 1959/60 · 1960/61 · 1961/62 · 1962/63 · 1963/64 · 1964/65 · 1965/66 · 1966/67 · 1967/68 · 1968/69 · 1969/70 · 1970/71 · 1971/72 · 1972/73 · 1973/74 · 1974/75 · 1975/76 · 1976/77 · 1977/78 · 1978/79 · 1979/80 · 1980/81 · 1981/82 · 1982/83 · 1983/84 · 1984/85 · 1985/86 · 1986/87 · 1987/88 · 1988/89 · 1989/90 · 1990/91 · 1991/92 · 1992/93 · 1993/94 · 1994/95 · 1995/96 · 1996/97 · 1997/98 · 1998/99 · 1999/00 · 2000/01 · 2001/02 · 2002/03 · 2003/04 · 2004/05 · 2005/06 · 2006/07 · 2007/08 · 2008/09 · 2009/10 · 2010/11 · 2011/12 · 2012/13 · 2013/14 · 2014/15 · 2015/16 · 2016/17 · 2017/18 · 2018/19 · 2019/20 · 2020/21 · 2021/22 · 2022/23 · 2023/24 · 
2024/25

Europa: Champions League · Cup Winners Cup · UEFA Cup · UEFA Super Cup